# Kunstlichtfilm

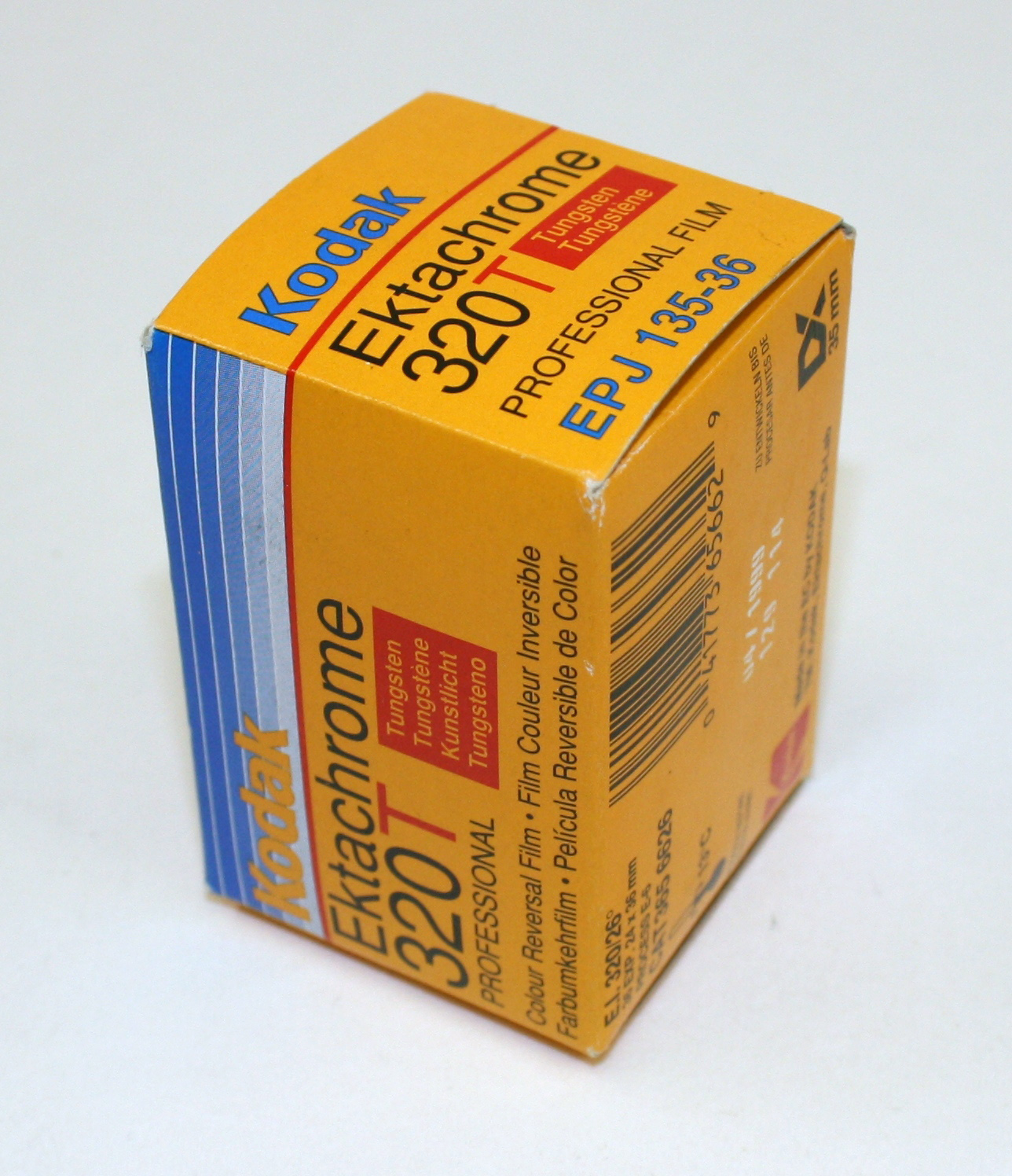
Verpackung des Diafilms Ektachrome 320T, das „T“ steht für „Tungsten“, die Farbabstimmung auf Kunstlicht.

Ein Kunstlichtfilm ist ein fotografischer Film, dessen spektrale Empfindlichkeit derart gewählt wurde, dass das bei Kunstlicht aus Glühlampen abgestrahlte Licht als reines Weiß abgebildet wird. Auf diese Weise wird der mit Tageslichtfilm auftretende Gelbstich auf Fotos bei Glühlampenlicht vermieden.
Neben dem sogenannten Typ A für kurzlebige Amateurfotolampen mit einer Farbtemperatur von 3.400 Kelvin gibt es noch den Typ B für professionelle Fotolampen (u. a. Halogenlampen) mit einer Farbtemperatur von 3200 K.
Kunstlichtfilm ist zumeist ein Diapositiv-Film, da bei diesem Verfahren die richtige Farbwiedergabe unmittelbar bei der Aufnahme sichergestellt sein muss.
Alternativ können statt eines Kunstlichtfilmes Tageslichtfilme mit Konversionsfilter zur farbrichtigen Darstellung eingesetzt werden.